# Даница Карађорђевић
Даница Карађорђевић (девојачко Маринковић; Београд, 17. август 1986) јесте принцеза у српској лози Карађорђевића од 2017. године, када се удала за принца Филипа, који је 2022. године постао принц наследник.

## Биографија
Рођена је у Београду 17. августа 1986. године као Даница Маринковић, а од 1992. године живи у Паризу. Највећи део студија принцеза Даница завршила је у Паризу, где је дипломирала на графичком дизајну на Академији примењених уметности и славистичким студијама на Универзитету Сорбони. У Лондону је завршила мастер студије графичког дизајна на колеџу Челси за уметност и дизајн — Универзитет уметности у Лондону.
Позната под уметничким именом Дана МААР, поред основне професије графичког дизајна, принцеза Даница креативно се изражава као колажиста. Њен већ препознатљив стил манифестује се кроз колаже које она ствара и активно излаже кроз самосталне и групне изложбе и уметничке сајмове, чиме постаје део културног миљеа Београда и Париза.
Од бројних самосталних изложби у Београду имала је самосталне изложбе у галеријама у Паризу: Galerie Origines i Galleries Artessepia у оквиру манифестације „Carré Rive Gauche, Saint-Germain des Près”, 2007. и 2008. године. Њени колажи такође су изложени на Бијеналу савремене уметности у Паризу 2008, 2010. и 2014. године. Принцеза је члан Удружења ликовних уметника примењених уметности и дизајнера Србије у одељењу за дизајн од 2010. године.
Међу бројним оствареним пројектима у оквиру основне професије, графичког дизајна и визуелних комуникација, њен пројекат „Портрети архитеката — ретроспективна изложба чланова архитектонског одељења УЛУПУДС 1953—2010“, добио је награду БИНА (Међународна недеља архитектуре Београда) за Архитектонски догађај 2010. године, као и награду Мајског салона Удружења ликовних и примењених уметника Србије (УЛУПУДС) 2011. године.
Принцеза Даница говори српски, француски, енглески и шпански језик.

## Титуле и признања
- 7. октобар 2017 — данас: Њено Краљевско Височанство принцеза Даница Карађорђевић од Југославије и Србије

### Одликовања
- Орден Светог Саве, (Велики Крст за даме), Краљевска кућа Карађорђевић.[3]

### Хералдика
Лозанж: на црвеном лозанжу је бели двоглави орао у полету обе главе крунисане хералдичком круном Србије, кљуна, језика и ногу сребрних, а на грудима орла црвени штит са крстом до ивица између ког су четири оцила сребрне боје радним површинама окренутим ка усправној греди крста све бело, а у дну штита два сребрна крина. Штит је крунисан круном ЊКВ краља Петра I са плавим крином у центру. Грб је истоветан грбу принца Филипа.

## Породица
Принцеза Даница се удала за принца Филипа Карађорђевића 7. октобра 2017. године.

### Супруг
| Име         | Слика | Датум рођења     |
| ----------- | ----- | ---------------- |
| Принц Филип |       | 15. јануар 1982. |

### Потомство
| Име             | Датум рођења      |
| --------------- | ----------------- |
| Принц Стефан    | 25. фебруар 2018. |
| Принцеза Марија | 5. новембар 2023. |

### Родитељи
| Име                   | Слика | Датум рођења | Датум смрти |
| --------------------- | ----- | ------------ | ----------- |
| Милан Циле Маринковић |       | 1946.        |             |
| Беба Маринковић       |       | 1949.        |             |

## Напомена
Напомена: Садржај ове странице је написан према званичној биографији на наведеном сајту http://www.royalfamily.org Фотографије су такође са тог сајта, дозволу за коришћење овог материјала можете погледати овде.